# إيالة إسطنبول
إيالة إسطنبول أو ايالة استانبول(بالتركية العثمانية: ايالت استانبول) إيالة عثمانية كانت تضم أجزاء من تركيا.